# Aldo Bolzan
Pour les articles homonymes, voir Bolzan.
Aldo Bolzan (6 septembre 1933 à Esch-sur-Alzette, au Luxembourg -  21 octobre 2013,) est un coureur cycliste luxembourgeois, professionnel de 1956 à 1962. Né Italien, naturalisé Luxembourgeois le 23 juillet 1960.

## Biographie
Sur le Tour de France 1958, il s'est classé troisième de la dixième étape.

## Palmarès
- 1954
  - 5eb étape de la Flèche du Sud
- 1955
  - Grand Prix Général Patton
- 1959
  - 2e du Tour de Luxembourg
- 1960
  - 2e du Tour de Luxembourg
  - 3e du championnat du Luxembourg sur route
- 1961
  - 3e du championnat du Luxembourg sur route

## Résultats sur les grands tours

### Tour de France
6 participations 
- 1956 : hors délais (18e étape)
- 1957 : abandon (4e étape)
- 1958 : 32e
- 1959 : 45e
- 1960 : 54e
- 1961 : 33e

### Tour d'Italie
3 participations 
- 1959 : 58e
- 1961 : 45e
- 1962 : abandon (6e étape)